# Coccophagus malthusi
Coccophagus malthusi — вид перетинчастокрилих комах родини Aphelinidae. Паразитують на комахах родини Псевдощитівки (Coccidae). Відкладає яйця на самиць, що ведуть нерухливий спосіб життя. Личинки з'їдають жертв заживо.